# Уриссааре
У́риссааре (эст. Urissaare) — деревня в волости Хяэдемеэсте уезда Пярнумаа, Эстония.

## География и описание
Расположена у реки Хяэдемеэсте, в 8 км от побережья Пярнуского залива, в 38 км к югу от уездного центра — города Пярну. Высота над уровнем моря — 62 метра.
Часть территории деревни занимает природный заповедник Уриссааре.
Климат умеренный. Официальный язык — эстонский. Почтовый индекс — 86019.

## Население
По переписи населения 2021 года, в Уриссааренасчитывалось 67 жителей, их них 64 (95,5 %) — эстонцы.
По данным переписи населения 2011 года, в деревне проживали 68 человек, из них 66 (97,1 %) — эстонцы.
Численность населения деревни Уриссааре по данным переписей населения:
| Год  | 1959 | 1970 | 1979  | 1989  | 2000 | 2011 | 2021 |
| ---- | ---- | ---- | ----- | ----- | ---- | ---- | ---- |
| Чел. | 120  | ↘ 87 | ↗ 131 | ↘ 100 | ↘ 89 | ↘ 68 | ↘ 67 |

## История
В источниках 1584 года упоминается Urisara, 1601 года — Hurisar, 1797 года — Urrisaar.
На военно-топографических картах Российской империи (1846–1867 годы), в состав которой входила Лифляндская губерния, деревня обозначена как Уррисаре.
В деревне находится ортодоксальная Лайксаареская церковь Иоанна Крестителя. Кладбище Уриссааре внесено в Государственный регистр памятников культуры Эстонии как .
В 1849 году был открыт приход Хяэдемеэсте. В 1902 году ему была выделена земля под кладбище, которое было освящено в 1904 году. В 1911 году было построено большое двухэтажное деревянное здание, в котором разместилась церковь, школа, квартиры учителей и просторный зал. Здание погибло в пожаре в 1918 году. В 1924 году была построена новая деревянная церковь, которую освятил митрополит Александр. 23 июня 1994 года в церкви была проведена праздничная литургия в честь её 70-летия. В 2003 году выполнен внутренний и внешний ремонт церкви. 28 находящихся в церкви икон и 10 предметов интерьера внесены в Государственный регистр памятников культуры Эстонии.
В 1975 году с Уриссааре были объединены деревни Арукюла (эст. Aruküla) и Мяэкюла (эст. Mäeküla), которых в 1930-х годах вместе также называли деревней Мяэару (эст. Mäearu).

Советский памятник на братской могиле жертв фашистского террора в Уриссааре. Демонтирован в 2023 году

В советское время Уриссааре относилась к колхозу «Массиару», в деревне располагался центр Уриссаареского лесничества.
В 1950 году на расположенной на территории деревни братской могиле жертв фашистского террора (исторический памятник с 1997 до 2023 года), был установлен памятник с надписью  «Слава героям, павшим за свободу Родины в июле 1941 года». Здесь захоронены советские активисты-эстонцы, расстрелянные фашистами в июле 1941 года, по советским данным — 15 человек. В протоколе рабочей группы по советским памятникам при Госканцелярии Эстонии от 30 ноября 2022 года памятник признан «красным», подлежащим замене на т. н. «нейтральный». Останки перезахоронению не подлежат, т. к. братская могила находится на кладбище Уриссааре. Памятник был демонтирован в 2023 году, вместо него на земле установлена плита с табличкой с надписью на эстонском языке «Жертвы Второй мировой войны» (См. Список советских военных памятников Эстонии).

Уриссааре, 1930—1940 гг.
Праздник в апостольско-православной церкви Уриссааре
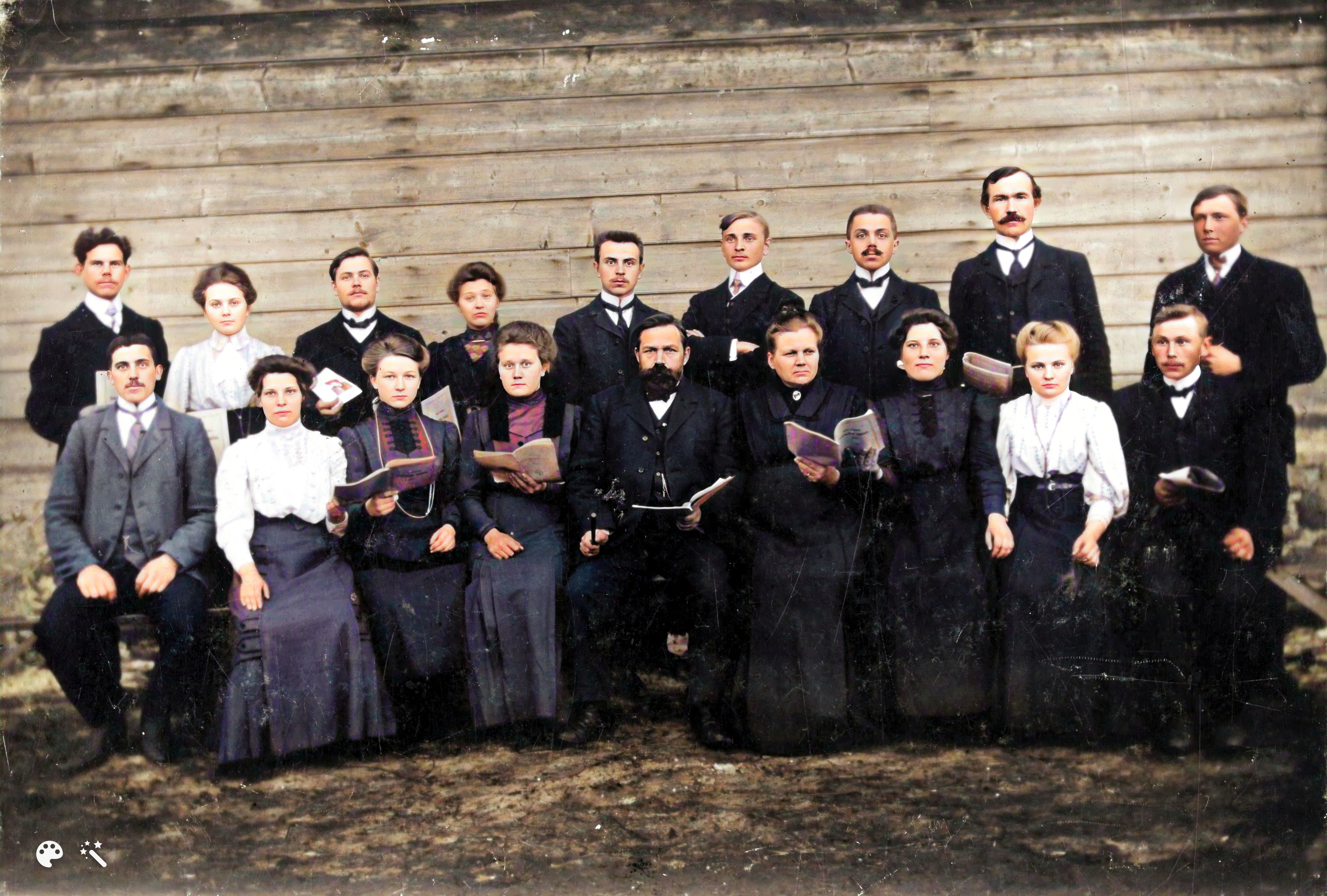
Смешанный хор Уриссааре
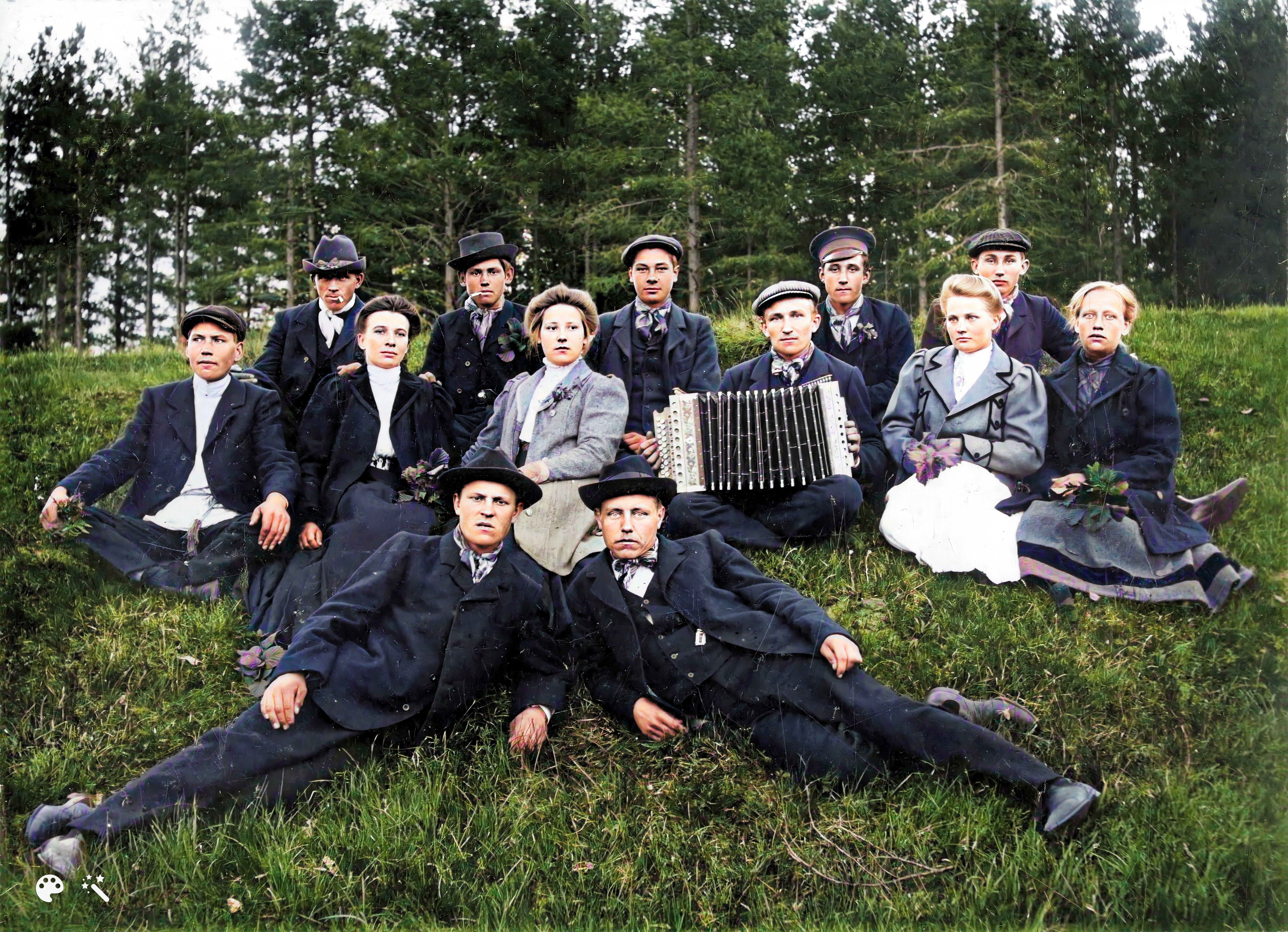
Деревенская молодёжь